# Metanephrops challengeri
La llagosta de Nova Zelanda (Metanephrops challengeri) és una espècie de llagosta que viu entorn de les costes de Nova Zelanda a profunditats d'entre 250 m i 1000 m. Es captura, des de finals del decenni de 1980 mitjançant pesca d'arrossegament.

## Història natural
Metanephrops challengeri construeix un cau en el sediment en el qual poden passar una elevada proporció del seu temps. En les seves primeres etapes de la vida muda diverses vegades a l'any, i probablement una vegada a l'any després de la maduresa sexual. Poden viure durant almenys 15 anys. El seu desenvolupament larvari és probablement molt curt, possiblement només menys de tres dies.